# Ouazzang
Ouazzang (ou Wazang, Ouazan) est un canton du Cameroun située dans l'arrondissement de Meri, le département du Diamaré et la région de l’Extrême-Nord. 

## Population

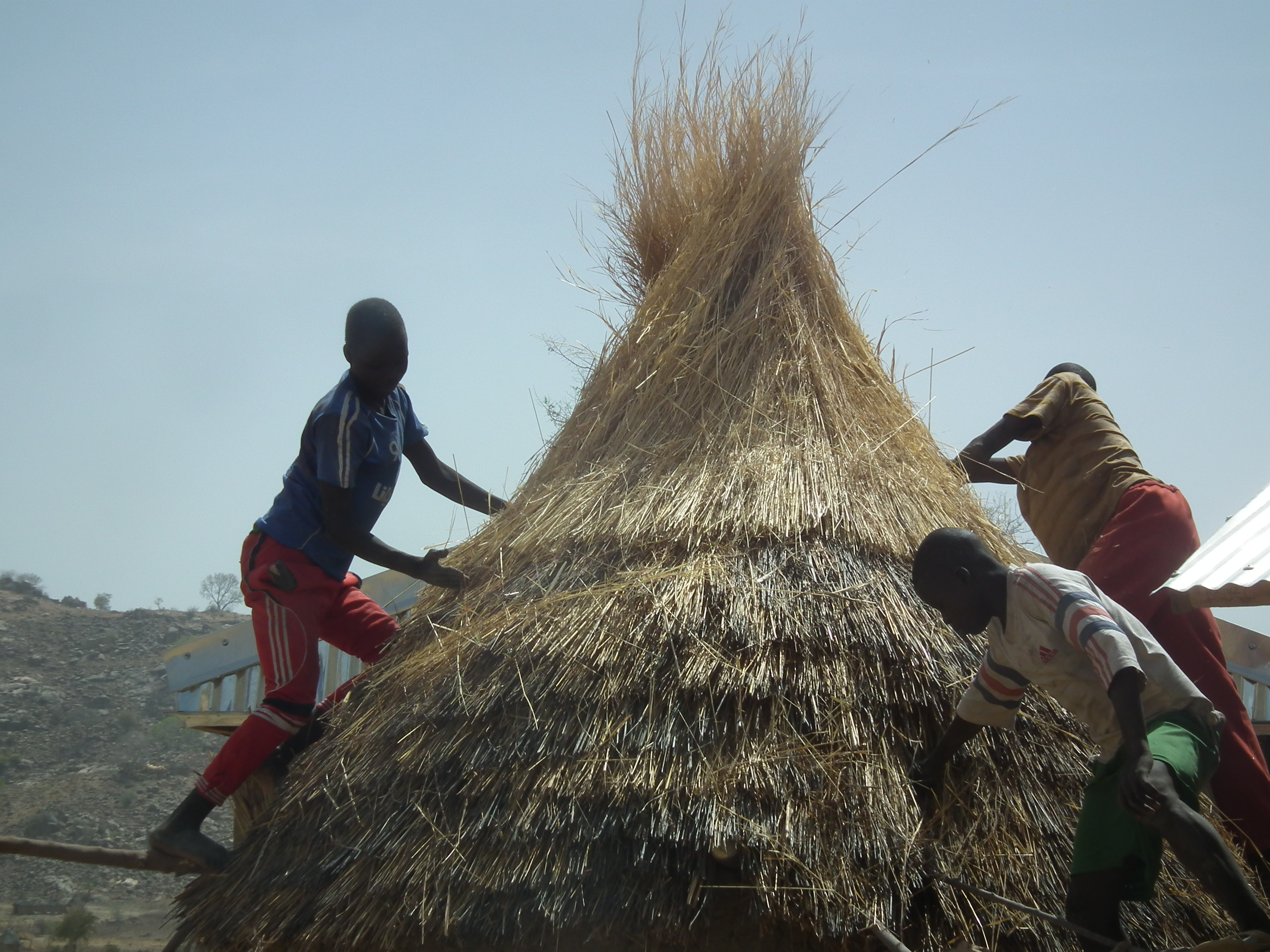
Case Mofu à Ouazzang.

Lors du recensement de 2005, on y a dénombré 6 214 personnes.